# 藤原資高
藤原 資高（ふじわら の すけたか）は、鎌倉時代中期から後期にかけての公卿。二条資高とも。正二位権中納言。本名は資行。実父は左中将藤原資氏だが、早くに出家したため祖父である権大納言藤原資季の嫡嗣として家を継いだ。

## 経歴
父資氏が早世のため祖父の嫡男として家を継いだとされているが、『尊卑分脈』によれば、父資氏は弘安7年（1284年）4月20日に病により出家し、没したのは嘉元4年（1306年）4月9日である。よって父資氏が病により出家したため祖父の跡を継いだと見る方が正しい。

## 官歴
以下、『公卿補任』と『尊卑分脈』の内容に従って記述する。
- 文永4年（1267年）1月5日　叙爵（氏）
- 文永6年（1269年）6月12日　従五位上
- 文永7年（1270年）7月2日　任侍従
- 文永8年（1271年）10月15日　正五位下
- 文永10年（1273年）3月20日　従四位下[1]、同年4月5日、侍従に遷任、同年12月27日　丹波介
- 建治2年（1276年）12月28日　従四位上
- 建治3年（1277年）1月29日　任左少将
- 建治4年（1278年）2月8日　兼上野権介
- 弘安2年（1279年）7月8日　左中将に昇任
- 弘安3年（1280年）10月1日　正四位下
- 正応2年（1289年）1月13日　兼周防権介
- 正応3年（1290年）9月21日　蔵人頭に補任
- 正応4年（1291年）3月25日　任参議、同日侍従を兼ねる、同年7月17日　叙従三位
- 正応5年（1292年）1月13日　南都衆により放氏される[2]。同年4月に神木が帰座し、後日放氏が免ぜられる。同年7月21日、母の喪に服す。同年10月18日、復任。
- 永仁元年（1293年）6月24日　叙正三位
- 永仁2年（1294年）3月27日　丹波権守を兼ねる。
- 永仁4年（1296年）5月15日　任権中納言
- 永仁6年（1298年）9月23日　右衞門督を兼ねる。即、大嘗会御禊次第司及び御前長官に補される。同年11月19日、叙従二位。
- 正安元年（1299年）4月26日　右衞門督を止める。
- 正安2年（1300年）5月29日　叙正二位
- 正安3年（1301年）5月17日　権中納言を辞退
- 嘉元2年（1304年）6月22日　卒去（享年40、又は41）

## 系譜
- 父：藤原資氏（?-1306）
- 母：平成俊娘
- 養父：藤原資季（1207-1289）
- 妻：不詳
  - 男子：藤原資親
  - 男子：藤原資定